# Audubon (revista)
Audubon é a principal publicação periódica naturalista e conservacionista da National Audubon Society. Sendo abundantemente ilustrada, aborda assuntos relacionados à natureza, dando ênfase especial às aves. Seus volumes são publicados bimestralmente aos membros da sociedade. Adicionalmente, um blogue, que é atualizado frequentemente, conhecido como The Perch produz atualizações diárias em relação aos volumes. No ano de 2011, a revista recebeu o prêmio de Melhor Cobertura Ambiental do Utne Reader Independent Press Award.

## História
A edição mais antiga do movimento Audubon seria intitulada de The Audubon Magazine. Esta foi publicada entre fevereiro de 1887 até meados de 1889 pelo antropólogo George Bird Grinnell, que era responsável, também, pela publicação da Forest and Stream. Devido à ausência de financiamento suficiente e outros motivos, o primeiro projeto do movimento Audubon se mostraria fracassado.
Bird-Lore foi publicado inicialmente em 1899 por Frank Chapman. Este periódico era descrito em sua capa como "órgão oficial das sociedades de Audubon" e "uma revista bimestral ilustrada devota ao estudo e proteção das aves". Em 1935, a National Association of Audubon Societies compraria os direitos de publicação da Bird-Lore de Chapman.
Bird-Lore se tornaria a Audubon Magazine no ano de 1941, após a National Association of Audubon Societies ser renomeada de National Audubon Society em 1940. Essa denominação seria posteriormente reduzida à apenas Audubon em 1966.

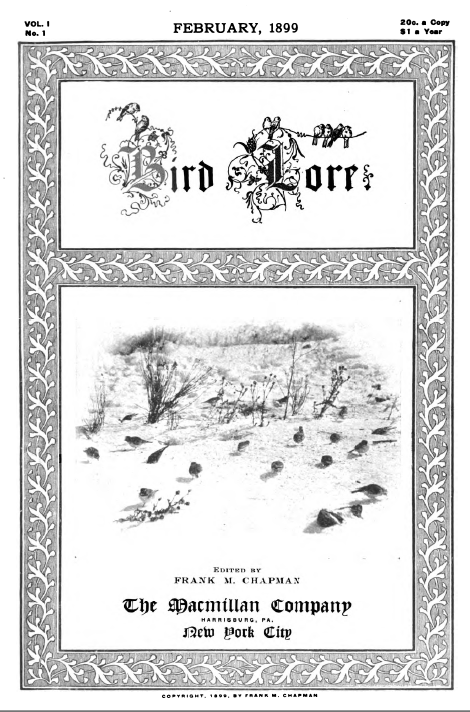
Bird-Lore (1.ª edição; fevereiro de 1899)

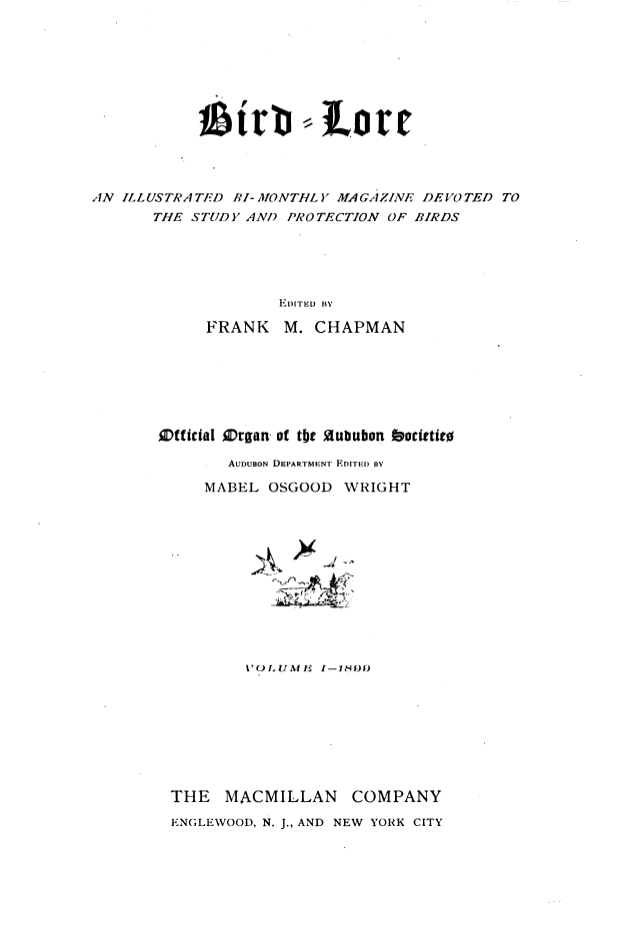
Frontispício da edição de 1899 edition da Bird-Lore